# Gmina Dresden (Iowa)

Położenie Gminy Dresden w hrabstwie Chickasaw

Gmina Dresden (ang. Dresden Township) – gmina w USA, w stanie Iowa, w hrabstwie Chickasaw. Według danych z 2000 roku gmina miała 822 mieszkańców, a jej powierzchnia wynosi 93,19 km².